# Webpack
webpack — сборщик модулей JavaScript с открытым исходным кодом.

## Описание
Несмотря на то, что создан в первую очередь для JavaScript, также может преобразовывать и внешние ресурсы, такие как HTML, CSS и изображения, если включены соответствующие загрузчики. webpack принимает модули с зависимостями и генерирует статические ресурсы, представляющие эти модули.
webpack принимает зависимости и генерирует граф зависимостей, позволяющий веб-разработчикам использовать модульный подход для разработки своих веб-приложений. Его можно использовать из командной строки или настроить с помощью файла конфигурации с именем webpack.config.js Архивная копия от 11 ноября 2020 на Wayback Machine. Этот файл используется для определения правил, плагинов и т. д. для проекта. (webpack сильно расширяем с помощью правил, которые позволяют разработчикам писать задачи, которые они хотят выполнять при объединении файлов.)
Для использования webpack требуется Node.js.

## Сервер для разработки webpack
webpack также предоставляет встроенный сервер для разработки, называемый сервером для разработки webpack (англ. webpack dev server), который можно использовать в качестве HTTP-сервера для обслуживания файлов во время разработки. Он также предоставляет возможность использовать горячую замену модуля.